# Xenoclystia delectans
Xenoclystia delectans là một loài bướm đêm trong họ Geometridae.